# Pugilato ai Giochi della XVI Olimpiade
Le competizioni di pugilato dei Giochi della XVI Olimpiade si sono svolte dal 23 novembre al 1º dicembre 1956 al West Melbourne Stadium di Melbourne.

## Categorie
Come a Helsinki 1952 il programma prevedeva 10 categorie come segue:
| Categoria         | 1956      |
| ----------------- | --------- |
| Pesi mosca        | - 51 kg   |
| Pesi gallo        | - 54 kg   |
| Pesi piuma        | - 57 kg   |
| Pesi leggeri      | - 60 kg   |
| Pesi superleggeri | - 63,5 kg |
| Pesi welter       | - 67 kg   |
| Pesi superwelter  | - 71 kg   |
| Pesi medi         | - 73 kg   |
| Pesi mediomassimi | - 81 kg   |
| Pesi massimi      | + 81 kg   |

## Podi
| Evento                       | Oro                 | Argento         | Bronzo                                |
| Pesi mosca (dettagli)        | Terry Spinks        | Mircea Dobrescu | John Caldwell René Libeer             |
| Pesi gallo (dettagli)        | Wolfgang Behrendt   | Song Sun-Cheon  | Freddie Gilroy Claudio Barrientos     |
| Pesi piuma (dettagli)        | Vladimir Safronov   | Tommy Nicholls  | Henryk Niedźwiedzki Pentti Hämäläinen |
| Pesi leggeri (dettagli)      | Dick McTaggart      | Harry Kurschat  | Tony Byrne Anatoly Lagetko            |
| Pesi superleggeri (dettagli) | Vladimir Engibarjan | Franco Nenci    | Henry Loubscher Constantin Dumitrescu |
| Pesi welter (dettagli)       | Nicolae Linca       | Fred Tiedt      | Kevin Hogarth Nicky Gargano           |
| Pesi superwelter (dettagli)  | László Papp         | José Torres     | Zbigniew Pietrzykowski John McCormack |
| Pesi medi (dettagli)         | Gennadij Šatkov     | Ramón Tapia     | Víctor Zalazar Gilbert Chapron        |
| Pesi mediomassimi (dettagli) | James Boyd          | Gheorghe Negrea | Romualdas Murauskas Carlos Lucas      |
| Pesi massimi (dettagli)      | Pete Rademacher     | Lev Muchin      | Daniel Bekker Giacomo Bozzano         |

## Medagliere
| Posizione | Paese            |    |    |    | Totale |
| --------- | ---------------- | -- | -- | -- | ------ |
| 1         | Unione Sovietica | 3  | 1  | 2  | 6      |
| 2         | Gran Bretagna    | 2  | 1  | 2  | 5      |
| 3         | Stati Uniti      | 2  | 1  | 0  | 3      |
| 4         | Romania          | 1  | 2  | 1  | 4      |
| 5         | Germania         | 1  | 1  | 0  | 2      |
| 6         | Ungheria         | 1  | 0  | 0  | 1      |
| 7         | Irlanda          | 0  | 1  | 3  | 4      |
| 8         | Cile             | 0  | 1  | 2  | 3      |
| 9         | Italia           | 0  | 1  | 1  | 2      |
| 10        | Corea del Sud    | 0  | 1  | 0  | 1      |
| 11        | Polonia          | 0  | 0  | 2  | 2      |
| 11        | Sudafrica        | 0  | 0  | 2  | 2      |
| 11        | Francia          | 0  | 0  | 2  | 2      |
| 14        | Finlandia        | 0  | 0  | 1  | 1      |
| 14        | Argentina        | 0  | 0  | 1  | 1      |
| 14        | Australia        | 0  | 0  | 1  | 1      |
| Totale    | Totale           | 10 | 10 | 20 | 40     |